# Trosuppfattning
Trosföreställning eller trosuppfattning kan liksom religion definieras som ett "tankesystem" som försöker ge kunskap om det vi inte kan uppleva med våra sinnen och vårt rationella tänkande". En trosföreställning är ett vidare begrepp än religion och behöver inte alls ha med andlighet att göra. 
Trosföreställning kan handla om:
- livsåskådning
- religion
- världsbild
- filosofi
- ideologi

Tron på ett Utopia, att ett idealsamhälle kan uppnås genom att mänskligheten omskolas ideologiskt finns exempelvis i kommunismen. Politiska ideologier kan innehålla flera trosföreställningar. En trosföreställning kan innefatta moraliska och etiska värderingar och omfattas av en föreställning om verkligheten som inte har något med andlighet eller gudomliga upplevelser att göra.
Ett påstående måste med nödvändighet kunna verifieras eller i vart fall kunna falsifieras, för att påståendet skall kunna hållas för sant. En trosföreställning varken korresponderar eller refererar till någonting i den fysiska världen. En trosföreställning är varken sann eller falsk, utan kontingent. Den som t.ex. påstår att det finns en rosa elefant i rummet, har också bevisbördan för sitt påstående. Först när en trosföreställning har prövats och verifierats kan den hållas för sann.